# Ray Aragon
Ray Aragon (12 janvier 1926 - 15 mars 2009) est un artiste d'animation américain ayant travaillé pour les studios Disney puis plusieurs studios.

## Biographie
Né en 1926 à Los Angeles d'un père mexicain, il est devenu un « dessinateur compulsif » en raison du manque de matériel. Après son service militaire et son engagement dans la Seconde Guerre mondiale, il se lance dans la publicité et gagne entre 60 et 80 dollars par semaine. Il décide de suivre les cours du Chouinard Art Institute mais, pour aider sa famille, il doit travailler comme conducteur de camion de 16h à minuit. Il rencontre au Chouinard Marc Davis, alors instructeur, qui lui conseille de postuler aux studios Disney,. Il obtient un poste à 85 dollars la semaine dans le service du layout avec Don Griffith et Don DaGradi.
Il quitte Disney au début des années 1960 pour suivre une carrière plus libre, travaillant pour plusieurs studios dont UPA, Fred Calvert Productions, Hanna-Barbera, Tokyo Movie Shinsha, Sanrio, Tom Carter Productions, Filmation ou Warner Bros.
Il continue à intervenir chez Disney par exemple avec la conception de l'attraction El Rio del Tiempo” (The River of Time) située dans le pavillon du Mexique à Epcot, ouverte en 1982 et fermée en 2007. Durant les années 1980, il devient instructeur pour le California Institute of the Arts, successeur du Chouinard.
Pour Robin Allan, son style avec des lignes dansantes et saisissant la masse et les détails évoque celui d'Honoré Daumier.

## Filmographie
- 1959 : La Belle au bois dormant
- 1961 : Les 101 Dalmatiens
- 1961 : Chat, c'est Paris
- 1964 : Mary Poppins
- 1965 : Freewayphobia No. 1
- 1965 : Goofy's Freeway Troubles
- 1967 : Jack et le Haricot magique (série télé)
- 1967 : Emergency +4
- 1967-1970 : L'Araignée
- 1968 : Yellow Submarine
- 1968 : Les Aventures imaginaires de Huckleberry Finn
- 1973 : Le Petit Monde de Charlotte
- 1979 : Métamorphoses
- 1979 : L'Épopée de Bugs Bunny
- 1987 : Pinocchio and the Emperor of the Night
- 1989 : Little Nemo: Adventures in Slumberland
- 1990 : Blanche-Neige et le Château hanté
- 1992 : Tom et Jerry, le film
- 1992 : Le Géant de fer